# Capítulo (religião)
Capítulo (em latim: capitulum) é um termo que designa certos corpos eclesiásticos da Igreja Católica, Comunhão Anglicana e as igrejas luteranas nórdicas.

## Etimologia
Acredita-se que a palavra seja derivada dos capítulos do livro de regras: é costumeiro sob a "Regra de São Bento" que monges ou freiras se reúnam diariamente para discutir os assuntos do mosteiro ou convento, ouvir sermões ou aulas, receber instruções do abade ou abadessa; como a reunião começa com a leitura de um capítulo da Regra, a reunião passou a ser chamada de "capítulo" e o local onde é realizada, "sala do capítulo".
O termo foi estendido para se aplicar também a outras reuniões. Capítulo geral designa uma assembleia geral de uma ordem ou congregação, geralmente congregando representantes de todos os mosteiros membros. De maneira similar, um capítulo provincial reúne representantes de uma província eclesiástica. Um "capítulo de faltas" é realizado regularmente por muitas comunidades nos quais os membros são admoestados por infrações contra a regra local ou para fazer acusações e pedir que penitências sejam prescritas (este costume é diferente do sacramento católico da Confissão - monges e freiras são geralmente proibidos de confessarem pecados reais no capítulo de faltas, geralmente confessando "imperfeições" ou pequenas faltas no cumprimento das regras).

## Evolução
Destes capítulos conventuais ou reuniões de monges para tratar de assuntos relacionados aos seus mosteiros e ordens, o termo passou a designar assembleias algo similares de outros clérigos. Assim, é costume falar de capítulo colegial ou capítulo catedrático, ambos formados por cônegos ligados à catedral ou outra igreja ("colegial" aqui é uma referência ao "colégio", a comunidade de cânones a quem uma igreja foi encarregada). Em geral, um capítulo pode ser definido como uma associação de clérigos de uma certa igreja formando um corpo moral e instituído pela autoridade eclesiástica com o objetivo de promover a adoração divina por meio do serviço coral. Se a igreja for um capítulo catedrático, porém, seu principal objetivo é apoiar o bispo no governo de sua diocese e o serviço coral é secundário. 